# Antessiv
Antessiv (förkortat: ANTE) är ett grammatiskt kasus som används för att markera den rumsliga relationen mellan det föregående eller de tidigare förhållandena. Kasuset förekommer i vissa dravidiska språk i bland annat Indien.